# 可能派

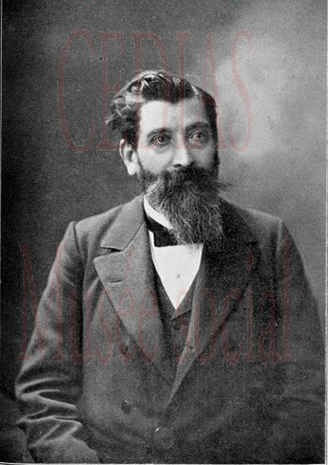
保罗·布鲁斯，可能派的领导人

可能派（法語：Possibilistes）是法国社会主义运动中由保罗·布鲁斯和贝努瓦·马隆等人领导的一个派系，于1882年分裂自法国社会主义工人联盟。其领导人主张改良主义，达到现阶段“可能”达到的目标，而不主张工人革命，与支持马克思主义的盖得派相对立。这种观点被称为“可能主义”（Possibilisme）。1905年，可能派与其他派系联合建立工人国际法国支部 。